# Calderbrook
Calderbrook est un village du Grand Manchester, en Angleterre. Il est situé au nord-est de la ville de Manchester, dans la banlieue de Littleborough. Administrativement, il relève du district métropolitain de Rochdale.
À l'origine, Calderbrook était un village faisant partie du canton (township) de Blatchinworth et Calderbrook, dans l'ancienne paroisse de Rochdale (en), avant de devenir une paroisse civile distincte en 1866. La paroisse civile a été supprimée en 1894, date à laquelle elle a été intégrée au district urbain de Littleborough.